# Bogusław Wróblewski
Bogusław Wróblewski (* 1955 in Lubartów) ist ein polnischer Kritiker, Literaturwissenschaftler, Redakteur, Herausgeber, Lyriker, Übersetzer und Literaturförderer.

## Leben
Bogusław Wróblewski ist Absolvent und Dozent der Uniwersytet Marii Curie-Skłodowskiej in Lublin. Er gründete 1980 die Literaturzeitschrift „Akcent“ und ist seitdem Chefredakteur des Blattes. Er debütierte 1973 mit Gedichten in der Zeitschrift „Kamena“, ist Mitarbeiter der Zeitschrift „Pism“, verfasste Arbeiten über Isaac B. Singer (2005) und Ryszard Kapuściński (2008), schrieb ca. 100 Artikel, die in Deutschland, den USA, der Ukraine und Ungarn erschienen sind. Er übersetzte Lyrik aus dem Russischen (Wladimir Wyssozki) und dem Deutschen (Dieter Kalka), nahm am deutsch-polnischen Lyrikfestival „wortlust“ in Leipzig (1995) und in Lublin (1997) teil und unterstützte die Herausgabe der Anthologie Lubliner Lift. Er gilt als Förderer der Lubliner Poeten, die er praktisch alle entdeckte und publizierte. Wróblewski war von 1998 bis 2005 Mitglied des Programmrates des polnischen Rundfunks in Warschau, seit 2011 ist er Stellvertreter, seit 2014 Aufsichtsratsvorsitzender von Radio Lublin S.A.

## Schriften (Auswahl)
- Zerowy Zmysł, Lublin 1977, SLP.
- Wydziedziczenie i kompleksy (1986).
- Die Problematik Ostmitteleuropas in literarischen Zeitschriften in Polen (1996).
- Polish World War II Veteran Emigre Writers in the US: Danuta Mostwin and Others, in: John Neubauer, Borbála Zsuzsanna Török (Hrsg.): The Exile and Return of Writers from East-Central Europe: A Compendium. Berlin: Walter de Gruyter, 2009, S. 189–203

## Herausgaben
- Wierszy zebranych, Zbigniew Chałko, kritische Ausgabe (1997).
- Wierszy zebranych, Wacław Oszajca, kritische Ausgabe (2003).
- Lublin - miasto poetów, (2012/2013).
- Jeszcze bliżej, Anthologie junger ungarischer Poesie, (2012).

## Preise und Auszeichnungen
- Ritter des Ordens Polonia Restituta (2005).
- Nagroda Fundacji Polcul (2006).
- Kulturpreis der Stadt Lublin (2010).
- Bronzemedaille der Gloria-Artis-Medaille für kulturelle Verdienste (2010).
- Medal Komisji Edukacji Narodowej (2012).